# سیارک ۴۲۰۳
سیارک ۴۲۰۳ (به انگلیسی: 4203 Brucato، نامگذاری:1985FD3) چهار هزار و دویست و سومین سیارک کشف شده‌است که در ۲۶ مارس ۱۹۸۵ کشف شد.
قدر مطلق سیارک برابر ۱۲٫۱۰ است.